# Giro di Romandia femminile
Il Giro di Romandia femminile (fr. Tour de Romandie Féminin) è una corsa a tappe di ciclismo femminile che si svolge in Svizzera, nell'ambito dell'UCI Women's World Tour. La gara si snoda attraverso la regione della Romandia, cioè la parte francofona della Svizzera, utilizzando le strade delle montagne del Giura e delle catene montuose alpine.

## Storia
Il Giro di Romandia è una corsa a tappe maschile di lunga data, che si è svolta per la prima volta nel 1947 per celebrare il 50° anniversario del ciclismo svizzero. Nel 2022, l'organizzazione della gara ha annunciato che il Giro di Romandia femminile si sarebbe tenuto per la prima volta nel 2022, nell'ambito delle celebrazioni dei 75 anni della gara.
Il primo evento si è tenuto nell'ottobre 2022, nell'arco di 3 giorni. La prima tappa fu una gara su circuito a Losanna, la seconda tappa fu da Sion alla stazione sciistica di Thyon 2000 e la tappa finale fu da Friburgo a Ginevra, dove si concluse il primo Tour de Romandie maschile nel 1947. La prima edizione è stata vinta da Ashleigh Moolman-Pasio del team SD Worx.

## Albo d'oro
Aggiornato all'edizione 2024.
| Anno | Vincitrice       | Seconda              | Terza                |
| ---- | ---------------- | -------------------- | -------------------- |
| 2022 | Ashleigh Moolman | Annemiek van Vleuten | Elisa Longo Borghini |
| 2023 | Demi Vollering   | Katarzyna Niewiadoma | Marlen Reusser       |
| 2024 | Lotte Kopecky    | Demi Vollering       | Gaia Realini         |

### Vittorie per nazione
Aggiornato all'edizione 2024.
| Pos. | Paese       | Vittorie |
| ---- | ----------- | -------- |
| 1    | Belgio      | 1        |
| 1    | Paesi Bassi | 1        |
| 1    | Sudafrica   | 1        |